# Еріх Резеке
Еріх Резеке (нім. Erich Röseke; 24 січня 1921, Штутгарт — 2 травня 1994, Ляйнфельден-Ехтердінген) — німецький офіцер, гауптман резерву вермахту. Кавалер Лицарського хреста Залізного хреста.

## Біографія
В травня 1939 року призваний на службу в гірські частини. В жовтні 1939 року переведений у будівельну навчальну роту спецпідрозділу «Бранденбург-800». В 1940 році пройшов підготовку парашутиста. В 1942 році — командир козачого взводу, в 1944 році — роти, в 1945 році — батальйону. Учасник боїв у Греції, Африці і на радянсько-німецькому фронті. В кінці Другої світової війни потрапив у американський полон, де як офіцер елітного диверсійного підрозділу був неодноразово допитаний (в тому числі із застосуванням тортур). В 1948 році звільнений.

## Звання
- Піонер резерву (1939)
- Єфрейтор резерву (1940)
- Унтер-офіцер резерву (1941)
- Фельдфебель резерву (1942)
- Лейтенант резерву (1943)
- Обер-лейтенант резерву (1944)
- Гауптман резерву (1945) — наймолодший гауптман дивізії «Бранденбург».

## Нагороди
- Відзнака Гітлер'югенду за спортивні досягнення
- Німецька імперська відзнака за фізичну підготовку в бронзі
- Спортивна відзнака керівника Гітлер'югенду
- Залізний хрест 2-го і 1-го класу
- Золотий почесний знак Гітлер'югенду
- Знак піонера-штурмана сухопутних військ
- Штурмовий піхотний знак в сріблі
- Нагрудний знак «За участь у загальних штурмових атаках»
- Нагрудний знак ближнього бою в сріблі
- Нагрудний знак «За поранення» в золоті
- Нагрудний знак «За боротьбу з партизанами» в бронзі
- Відзнака для східних народів
  - 2-го класу в сріблі з мечами
  - 1-го класу в сріблі з мечами (10 вересня 1943)
- Медаль «За хоробрість» (Хорватія) (10 травня 1944)
- 2 нарукавних знаки «За знищений танк» (8 лютого 1945) — отримав 2 нагороди одночасно.
- Німецький хрест в золоті (22 березня 1945) —як обер-лейтенант резерву і командир 9-ї роти 1-го винищувального полку «Бранденбург».
- Лицарський хрест Залізного хреста (14 квітня 1945)